# Eparchie Verkündigung des Herrn Ibadan
Die Eparchie Verkündigung des Herrn Ibadan ist eine Diözese der Maronitischen Kirche mit Sitz in Ibadan, Nigeria.

## Geschichte
Papst Franziskus errichtete die Diözese am 13. Januar 2014 als Apostolisches Exarchat für die maronitischen Gläubigen in West- und Zentralafrika. Zum ersten Exarchen ernannte er den vorherigen Präsidenten der libanesischen Caritas, Simon Faddoul.
Am 28. Februar 2018 erhob Papst Franziskus das Exarchat in den Rang einer Eparchie und ernannte den bisherigen Exarchen Simon Faddoul zum ersten Diözesanbischof.

## Pfarreien
- Nigeria
  - Mariä Verkündigung (Our Lady of Annunciation), Ibadan
  - St. Maria vom hl. Rosenkranz (Our Lady of the Rosary), Lagos
  - St. Scharbel (St. Charbel), Abuja
  - St. Nimatullah (St. Naamtallah), Port Harcourt
- Togo
  - Unsere Liebe Frau vom Libanon (Notre-Dame du Liban), Lomé
- Ghana
  - St. Maron (St. Maroun), Accra
  - St. Scharbel (St. Charbel), Kumasi
- Burkina Faso
  - Unsere Liebe Frau vom Libanon (Notre-Dame du Liban), Ouagadougou
- Elfenbeinküste
  - Herz Jesu (Sacré Cœur), Abidjan
- Senegal
  - Unsere Liebe Frau vom Libanon (Notre-Dame du Liban), Dakar
- Liberia
  - Maria Gnaden (Our Lady of Graces), Monrovia